# Sud de l'Índia

L'Índia del Sud

L'Índia del Sud, Índia meridional o Sud de l'Índia és la regió del subcontinent indi que comprèn els estats següents:
Andhra Pradesh, Karnataka, Kerala i Tamil Nadu, així com els territoris de Lakshadweep i Pondicherry. Tots aquests pertanyen a l'Índia.
L'Índia del Sud es troba al sud de l'altiplà del Dècan, amb la mar d'Aràbia a l'oest i 
el golf de Bengala a l'est.
Antigament, a la literatura tradicional de l'Índia les muntanyes de Vindhya fromaven la frontera entre l'Índia del nord de l'Índia del sud.

## Divisió lingüística
L'Índia del Sud, habitada pels pobles dràvides, és una zona de l'Índia amb un caràcter especial. Amb cultures i costums diferents, i parlant llengües dravídiques, a l'Índia del Sud predominen quatre alfabets que la gent del nord generalment no pot entendre.
A nivell popular sovint la definició de "Índia del sud" s'oposa a "Índia del Nord", zona lingüísticament més homogènia on predominen les llengües indoàries que són, en gran manera, mútuament intel·ligibles.